# Tylophora glabra
Tylophora glabra är en oleanderväxtart som beskrevs av Julien Noël Costantin. Tylophora glabra ingår i släktet Tylophora och familjen oleanderväxter. Inga underarter finns listade i Catalogue of Life.